# Samythella neglecta
Samythella neglecta är en ringmaskart som beskrevs av Alf Wollebæk 1912. Samythella neglecta ingår i släktet Samythella och familjen Ampharetidae. Inga underarter finns listade i Catalogue of Life.